# Drosophila xerophila
Drosophila xerophila este o specie de muște din genul Drosophila, familia Drosophilidae, descrisă de Val în anul 1983. Conform Catalogue of Life specia Drosophila xerophila nu are subspecii cunoscute.